# James McAvoy

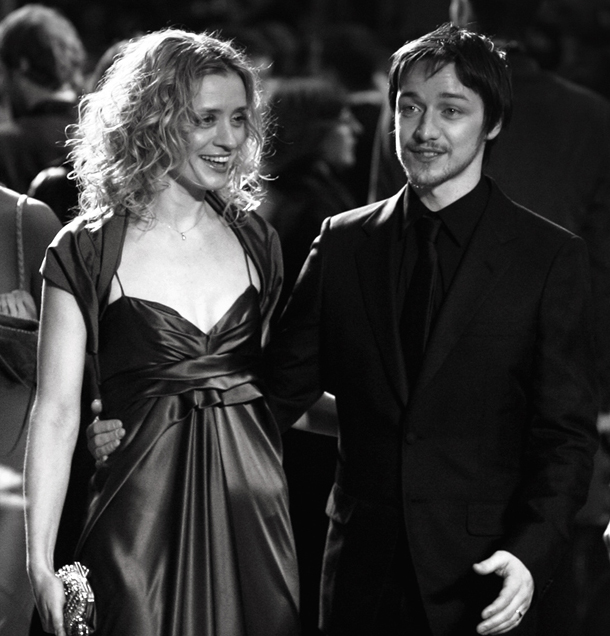
James McAvoy i Anne-Marie Duff (2007)

James Andrew McAvoy (ur. 21 kwietnia 1979 w Glasgow) – szkocki aktor filmowy, teatralny i telewizyjny.

## Życiorys

### Wczesne lata
Urodził się i dorastał w Glasgow w rodzinie katolickiej jako syn pielęgniarki psychiatrycznej Elizabeth (z domu Johnstone, zm. 2018) i budowniczego Jamesa McAvoya, Seniora. Kiedy miał siedem lat, jego rodzice rozwiedli się. Matka McAvoya cierpiała na zły stan zdrowia, a następnie wysłała Jamesa do dziadków ze strony matki, Mary i Jamesa Johnstone’a, w pobliskiej dzielnicy Drumchapel w Glasgow. Jego matka mieszkała z nimi sporadycznie. McAvoy ma siostrę Joy (została potem wokalistką szkockiej grupy Streetside) i młodszego przyrodniego brata Donalda. Nie miał kontaktu z ojcem od dzieciństwa. Jako dziecko marzył, by zostać misjonarzem. Trenował boks, szermierkę, rugby. W latach 1990–1997 uczęszczał do katolickiej St. Thomas Aquinas Secondary School w Jordanhill. W latach 1997–2000 studiował w Royal Scottish Academy of Music and Drama w Glasgow.

### Kariera
Mając 16 lat zadebiutował na dużym ekranie w dreszczowcu Bliski pokój (The Near Room, 1995). Po udziale w miniserialu HBO/BBC Kompania Braci (Band of Brothers, 2001), wystąpił w roli Leto Atrydy II w miniserialu TV-Hallmark Dzieci Diuny (Children of Dune, 2003), będącego adaptacją powieści Franka Herberta.
Rola Steve’a w serialu Shameless (2004–2005) przyniosła mu w 2004 nominację do nagrody Brytyjskiej Komedii w kategorii „najlepszy debiutant telewizyjny”. Zwrócił na siebie uwagę rolą Rory’ego O’Shei, irlandzkiego nastolatka chorującego na dystrofię mięśniową w dramacie Ja w środku tańczę (Inside I’m Dancing, 2004). Wcielił się w drugoplanową postać Fauna Tumnusa w kinowej adaptacji powieści fantasy C.S. Lewisa Opowieści z Narnii: Lew, czarownica i stara szafa (The Chronicles of Narnia: The Lion, the Witch and the Wardrobe, 2005). Zagrał tytułowego Joe Macbetha w uwspółcześnionej i uproszczonej wersji dramatu Szekspira telewizji BBC Makbet (Macbeth, 2005), którego akcja toczy się w kuchni wykwintnej restauracji.
W 2005 wziął udział w przedstawieniu Breathing Corpses wystawianym w Royal Court Theatre. Za rolę narratora-osobistego lekarza ugandyjskiego dyktatora Idi Amina w dramacie historycznym Ostatni król Szkocji (The Last King of Scotland, 2006) był nominowany do nagrody BAFTA, którą otrzymał w 2006 w kategorii Dorastający Gwiazdor. Za rolę w dramacie Pokuta z 2007 był nominowany do Złotego Globu i nagrody BAFTA. W 2008 zagrał główną rolę w filmie akcji Wanted – Ścigani. W 2011 zagrał młodego Charlesa Xaviera w filmie X-Men: Pierwsza klasa; wystąpił w tej samej roli w X-Men: Przeszłość, która nadejdzie, X-Men: Apocalypse oraz X-Men: Mroczna Phoenix.
W filmach Split (2016) i Glass (2019) wcielił się w rolę mężczyzny, u którego zaburzenie dysocjacyjne tożsamości staje się źródłem nadludzkich zdolności.

## Życie prywatne
18 października 2006 poślubił Anne-Marie Duff, którą poznał na planie serialu Shameless. Mają syna Brendana (ur. 2010). W 2016 rozwiedli się.

## Filmografia

### Filmy
- 1995: Bliski pokój (The Near Room) jako Kevin Savage
- 1997: Sanatorium poetów (Regeneration) jako Anthony Balfour
- 2001: Basen (Swimming Pool – Der Tod feiert mit) jako Mike
- 2002: Królowa Bollywood (Bollywood Queen) jako Jay
- 2003: Jaskrawe młode rzeczy (Bright Young Things) jako Simon Balcairn
- 2004: Zemsta Hebalończyka (Strings) jako Hal (głos)
- 2004: Wimbledon jako Carl Colt
- 2004: Ja w środku tańczę (Inside I’m Dancing[1]) jako Rory O’Shea
- 2005: Opowieści z Narnii: Lew, czarownica i stara szafa (The Chronicles of Narnia: The Lion, the Witch and the Wardrobe[1]) jako pan Tumnus
- 2006: Ostatni król Szkocji (The Last King of Scotland[1]) jako dr Nicholas Garrigan
- 2006: Penelope[1] jako Max
- 2006: Miłosna układanka (Starter for Ten[1]) jako Brian Jackson
- 2007: Pokuta (Atonement[1]) jako Robbie Turner
- 2007: Zakochana Jane (Becoming Jane[1]) jako Tom Lefroy
- 2008: Wanted – Ścigani (Wanted[1]) jako Wesley Gibson
- 2009: Ostatnia stacja (The Last Station) jako Walentin Bułhakow
- 2011: X-Men: Pierwsza klasa (X-Men: First Class) jako Charles Xavier / Professor X
- 2013: Zniknięcie Eleanor Rigby: Ona jako Conor
- 2013: Zniknięcie Eleanor Rigby: On jako Conor
- 2013: Brud jako Bruce Robertson
- 2013: Trans (Trance) jako Simon
- 2014: Zniknięcie Eleanor Rigby: Oni jako Conor
- 2014: X-Men: Przeszłość, która nadejdzie (X-Men: Days of Future Past) jako Charles Xavier / Professor X
- 2015: Victor Frankenstein jako Victor Frankenstein
- 2016: X-Men: Apocalypse jako Charles Xavier / Professor X
- 2016: Split jako: Dennis / Patricia / Hedwig / Kevin
- 2017: Atomic Blonde jako David Percival
- 2017: Zanurzeni (Submergence) jako James Moore
- 2018: Gnomeo i Julia. Tajemnica zaginionych krasnali (Sherlock Gnomes) jako Gnomeo (głos)
- 2018: Deadpool 2 jako Charles Xavier / Professor X (cameo)
- 2019: Glass jako Bestia, Patricia, Hedwig, Dennis oraz wiele innych
- 2019: X-Men: Mroczna Phoenix (Dark Phoenix) jako Charles Xavier / Professor X
- 2019: To: Rozdział 2 (It Chapter Two) jako Bill Denbrough
- 2021: Mój syn (My Son) jako Edmond Murray
- 2022: Bańka (The Bubble) jako on sam (cameo)
- 2023: Księga Clarence’a (The Book of Clarence) jako Poncjusz Piłat
- 2024: Nie mów zła (Speak No Evil) jako Paddy

### Filmy TV
- 1997: Anioł mija przez (An Angel Passes By) jako miejscowy chłopak
- 2000: Lorna Doone jako sierżant Bloxham
- 2002: Białe zęby (White Teeth) jako Josh
- 2005: Makbet (Macbeth) jako Joe Makbet

### Seriale TV
- 1997: Bill (The Bill[1]) jako Gavin Donald
- 2001: Kompania Braci (Band of Brothers) jako szeregowy James Miller
- 2001: Morderstwo w pamięci (Murder in Mind) Martin Vosper
- 2002: Tajemnice inspektora Lynley (The Inspector Lynley Mysteries) jako Gowan Ross
- 2002: Detektyw Foyle (Foyle’s War) jako Ray Pritchard
- 2003: Rozgrywki (State of Play) jako Dan Foster
- 2003: Early Doors jako Liam
- 2003: Dzieci Diuny (Children of Dune) jako Leto II Atryda
- 2004–2005: Shameless[1] jako Steve
- 2009–2010: Roztańczona Angelina: Nowe kroki jako pan Maurice Mouseling (głos)
- 2018: Wodnikowe wzgórze (Watership Down) Hazel (głos)
- 2019–2022: Mroczne materie (His Dark Materials) jako Lord Asriel